# Mason Hollyman
Mason Hollyman (Huddersfield, Inglaterra, 25 de junio de 2000) es un ciclista británico que fue profesional entre 2021 y junio de 2025.

## Biografía
El 15 de mayo de 2021 ganó el Trofeo Andrach sub-23 en Mallorca.
El 10 de agosto de 2021 ganó la 5.ª etapa de la Vuelta a Portugal. Se incorporó a la primera fuga y, tras varios ataques, salió de ella con un joven argentino a unos diez kilómetros de la meta y completó los últimos kilómetros en solitario.
Se comprometió para 2023 y 2024 con Israel-Premier Tech, el primer equipo de Israel Cycling Academy.
En junio de 2025 anunció su retirada con 24 años debido a varias alergias incompatibles con la práctica del ciclismo a nivel profesional.

## Palmarés
2021
- 1 etapa de la Vuelta a Portugal

2022
- 1 etapa del Giro del Valle de Aosta

2024
- 1 etapa del Tour de Taiwán

## Equipos
- Israel Cycling Academy (2021-2022)
- Israel-Premier Tech (2023-2024)
- Anicolor/Tien 21 (2025)[4]